# Take Me as I Am (Tornik'e Kipiani)
Take Me as I Am è un singolo del cantante georgiano Tornik'e Kipiani, pubblicato il 17 marzo 2020 su etichetta discografica Universal Music Denmark. Il brano è scritto dallo stesso cantante con Aleko Berdzenishvili.

## Promozione
In seguito alla sua vittoria alla seconda edizione del talent show Georgian Idol, Tornik'e Kipiani è divenuto di diritto il rappresentante georgiano all'Eurovision Song Contest 2020. Take Me as I Am è stato scelto da una giuria interna dell'ente radiotelevisivo nazionale GPB come suo pezzo per Rotterdam, nei Paesi Bassi.

## Tracce
1. Take Me as I Am – 2:53